# Strabotes rupelae
Strabotes rupelae är en stekelart som beskrevs av Zwart 1973. Strabotes rupelae ingår i släktet Strabotes och familjen brokparasitsteklar. Inga underarter finns listade i Catalogue of Life.